# Shiga
Shiga (滋賀県 (Tư Hạ huyện) Shiga-ken) là một tỉnh của Nhật Bản thuộc vùng Kinki, trên đảo Honshū. Thủ phủ là thành phố Ōtsu.

## Địa lý
Shiga giáp với tỉnh Fukui ở phía Bắc, tỉnh Gifu ở phía Đông, tỉnh Mie ở phía Đông Nam và tỉnh Kyoto ở phía Tây.
Những phần khác của tỉnh bao gồm Kohoku (phía Bắc hồ Biwa), Kosei (phía Tây hồ), Koto (phía Đông hồ) và Konan (phía Nam hồ).
Hồ Biwa, hồ lớn nhất Nhật Bản, nằm ở trung tâm tỉnh này. Nó bao phủ một phần sáu tổng diện tích tỉnh và được bao quanh bởi các dãy núi, vùng núi Hira ở phía Tây, dãy núi Ibuki ở phía Đông và vùng núi Suzuka ở phía Đông Nam. Vùng phía bắc tỉnh Shiga về căn bản lạnh (do tuyết) hơn vùng phía Nam (vùng ấm hơn).
Sông Seta chảy từ hồ Biwa đến vịnh Osaka qua Kyoto. Đây là con sông tự nhiên duy nhất chảy ra khỏi hồ. Còn mọi con sông tự nhiên khác đều chảy đổ vào hồ.

## Lịch sử
Shinga từng có tên là tỉnh Omi trước khi hệ thống tỉnh lị được xác lập

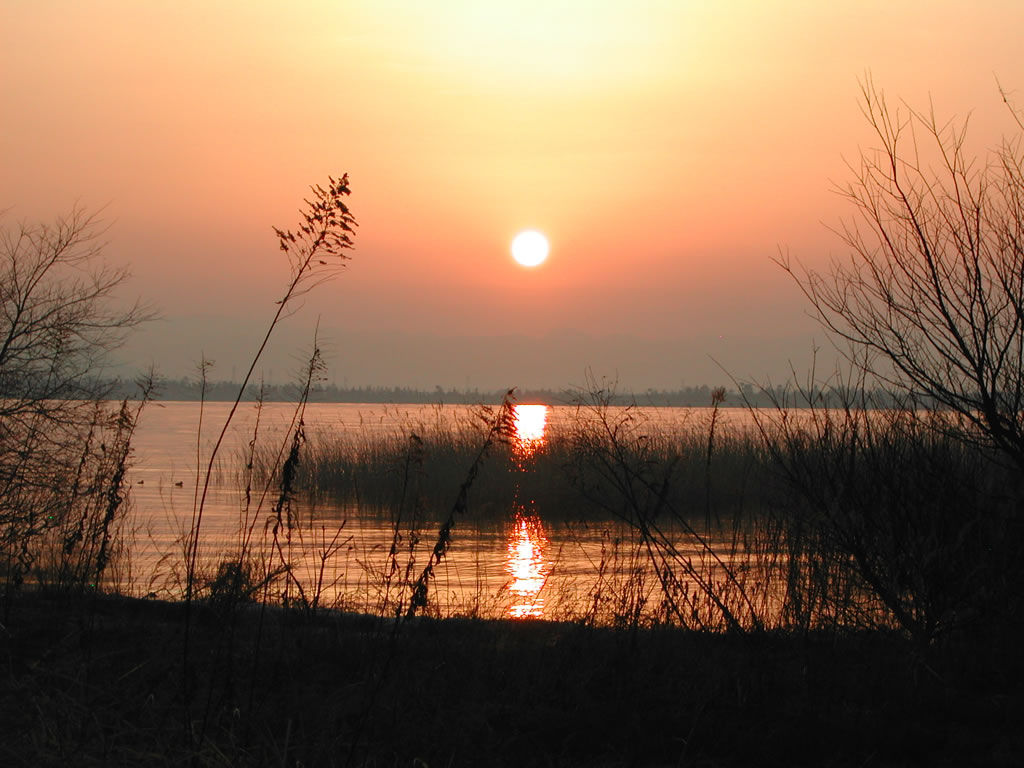
Hồ Biwa

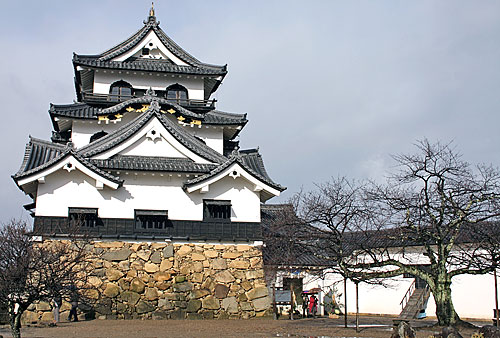
Thành Hikone

## Hành chính

### Thành phố
| Tên            | Tên        | Diện tích (km2) | Dân số  | Mật độ (người/km2) | Bản đồ |
| Rōmaji         | Kanji      | Diện tích (km2) | Dân số  | Mật độ (người/km2) | Bản đồ |
| -------------- | ---------- | --------------- | ------- | ------------------ | ------ |
| Higashiōmi     | 東近江市   | 388,58          | 113.460 | 291,99             |        |
| Hikone         | 彦根市     | 196,84          | 113.349 | 575,84             |        |
| Kōka           | 甲賀市     | 481,62          | 89.202  | 185,21             |        |
| Konan          | 湖南市     | 70,4            | 54.240  | 770,46             |        |
| Kusatsu        | 草津市     | 67,82           | 141.945 | 2092,97            |        |
| Maibara        | 米原市     | 250,46          | 38.473  | 153,61             |        |
| Moriyama       | 守山市     | 55,73           | 80,768  | 1449,27            |        |
| Nagahama       | 長浜市     | 680,79          | 119.043 | 174,86             |        |
| Ōmihachiman    | 近江八幡市 | 177,45          | 82.116  | 462,76             |        |
| Ōtsu (thủ phủ) | 大津市     | 464,51          | 341.187 | 734,51             |        |
| Rittō          | 栗東市     | 52,75           | 67.149  | 1272,97            |        |
| Takashima      | 高島市     | 693             | 49.168  | 70,95              |        |
| Yasu           | 野洲市     | 80,15           | 50.233  | 626,74             |        |

### Thị trấn
| Tên      | Tên    | Diện tích (km2) | Dân số | Mật độ (người/km2) | Huyện   | Bản đồ      |
| Rōmaji   | Kanji  | Diện tích (km2) | Dân số | Mật độ (người/km2) | Huyện   | Bản đồ      |
| -------- | ------ | --------------- | ------ | ------------------ | ------- | ----------- |
| Aishō    | 愛荘町 | 37,98           | 20.730 | 545,81             | Echi    | không khung |
| Hino     | 日野町 | 117,63          | 21.677 | 184,28             | Gamō    | không khung |
| Kōra     | 甲良町 | 13,66           | 6.932  | 507,47             | Inukami | không khung |
| Ryūō     | 竜王町 | 44,52           | 12.130 | 272,46             | Gamō    | không khung |
| Taga     | 多賀町 | 135,93          | 7.382  | 54,31              | Inukami | không khung |
| Toyosato | 豊郷町 | 7,78            | 7.588  | 975,32             | Inukami | không khung |

## Giáo dục
- Đại học Shiga

## Các địa phương kết nghĩa
- Michigan, Mỹ
- Rio Grande do Sul, Brasil
- Hồ Nam, Trung Quốc